# Большой Ёган (правый приток Оби)
Большой Ёган — река в России, протекает в Ханты-Мансийском автономном округе. Устье реки находится в 1720 км от устья Оби по правому берегу. Длина реки составляет 30 км. Высота истока — 53 м над уровнем моря.
Берёт начало в Проточном озере Нижневартовского района, протекает по границе между городским округом Нижневартовск и Нижневартовским районом. Возле устья принимает справа реку Малый Ёган.

## Данные водного реестра
По данным государственного водного реестра России относится к Верхнеобскому бассейновому округу, водохозяйственный участок реки — Обь от впадения реки Вах до города Нефтеюганск, речной подбассейн реки — Обь ниже Ваха до впадения Иртыша. Речной бассейн реки — (Верхняя) Обь до впадения Иртыша.
Код объекта в государственном водном реестре — 13011100112115200041023.